# Phaeacius yixin
Phaeacius yixin är en spindelart som beskrevs av Zhang J., Li D. 2005. Phaeacius yixin ingår i släktet Phaeacius och familjen hoppspindlar. Inga underarter finns listade i Catalogue of Life.